# Anneke Kim Sarnau
Anneke Kim Sarnau, née le 25 février 1972 à Elmshorn (Schleswig-Holstein) en Allemagne, est une actrice allemande.

## Filmographie
- 1996 : John und Lucie (court métrage) : Lucie
- 1997 : Turn : Lisa
- 1997 : Die Nacht der Nächte - School's out (téléfilm)
- 1999 : Barracuda Dancing (téléfilm) : Saskia Kest
- 2000 : Drift (court métrage) : Marie
- 2000 : Vom Küssen und vom Fliegen (téléfilm) : Margot
- 2000 : Bella Block (série télévisée) : Jasmin Brandt
- 2000 : Alerte Cobra (Alarm für Cobra 11) (série télévisée) : Marie Kovacz
- 2000 : Der Weihnachtswolf (téléfilm) : Lizzi
- 2000 : Geier im Reisrand (téléfilm) : Henriette Schneider
- 2001 : Der Mann, den sie nicht lieben durfte (téléfilm) : Lisa
- 2001 : Ende der Saison (téléfilm) : Klarissa
- 2001 : Eine Hochzeit und (k)ein Todesfall (téléfilm) : Babs
- 2002 : Final Hope (téléfilm) : Corinna Safranski
- 2002 : Mehr als nur Sex (téléfilm) : Clara
- 2002 : Juls Freundin (téléfilm) : Phoebe Panizzi
- 2002 : The Duo (série télévisée) : Sabine Schmücker
- 2003 : Der Ermittler (série télévisée) : Charlotte Stein
- 2003 : They've Got Knut : Birgit
- 2003 : Sommernachtstod (téléfilm)
- 2003 : Ich liebe das Leben (téléfilm) : Kathrin Andresen
- 2003 : Polish Actors Are Dangerous (court métrage) : Hella
- 2004 : Sperling (série télévisée) : Veronica Blau / Rita
- 2004 : Wedding Daydream (court métrage) : la mariée
- 2004 : Kommissarin Lucas (série télévisée) : Anja Schwarz
- 2005 : Freundinnen (court métrage) : Judith
- 2005 : En quête de preuves (série télévisée) : Astrid Roth
- 2005 : The Kaminski Case (téléfilm) : Annett Fink
- 2005 : Fremde Haut (Unveiled) : Anne
- 2005 : The Constant Gardener : Birgit
- 2005 : Eine einfache Liebe (court métrage)
- 2005 : Das Trio (série télévisée) : Alex
- 2006 : FC Venus : Kim Wagner
- 2007 : Der falsche Tod (téléfilm) : Jenny Fehse
- 2007 : Die andere Hälfte des Glücks (téléfilm) : Carola Weber
- 2007 : Rosa Roth (série télévisée) : Adrienne Krayen (3 épisodes)
- 2007 : Prague: Iron Curtain (téléfilm) : Bettina Herfurth
- 2007 : Mitte 30 (téléfilm) : Claudia Frings
- 2008 : Up! Up! To the Sky : Wanda
- 2008 : Match Factor : Brigitte Schulz
- 2008 : Outta Control (téléfilm) : Selma Vollrath
- 2007-2008 : Dr. Psycho - Die Bösen, die Bullen, meine Frau und ich (série télévisée) : Kerstin Winter (14 épisodes)
- 2009 : Schautag (court métrage) : Karen Brabant
- 2009 : Ein Mann, ein Fjord! (téléfilm) : Birgit Krabbe
- 2009 : Germany 09: 13 Short Films About the State of the Nation : Nadine (segment "Schieflage")
- 2009 : Die Drachen besiegen (téléfilm) : docteure Wiegand
- 2010 : Eisfieber (téléfilm) : Daisy Mac
- 2004-2010 : Tatort (série télévisée) : Marie Hoflehner / Vera / Tatjana Riegelsberger (3 épisodes)
- 2010 : Das Haus ihres Vaters (téléfilm) : Susanne Jacob
- 2010 : Uns trennt das Leben (téléfilm) : Constanze
- 2011 : Pärchenabend (court métrage) : cliente chez l'opticien
- 2011 : Crime Scene Cleaner (série télévisée) : Katrin König
- 2012 : Pommes essen : Frieda Frey
- 2013 : Weit hinter dem Horizont (téléfilm) : Hanna
- 2014 : Keine Zeit für Träume (téléfilm) : Kathrin
- 2014 : 3/4 : Katrin
- 2014 : Head Full of Honey : la directrice
- 2015 : Die Kleinen und die Bösen : Tanja Johanns
- 2015 : Double Jeu (série télévisée) : Doris Kern
- 2015 : 4 Kings : sœur Simone
- 2015 : Crossing Lines (série télévisée) : docteure Gemma Hoff
- 2016 : Blank : Vera-Lynn
- 2016 : Shakespeares letzte Runde (téléfilm) : Beatrice
- 2016 : Conni & Co. : madame Lindmann
- 2016 : Wellness für Paare (téléfilm) : Nina Hell
- 2016 : Die Diva, Thailand und wir! (téléfilm) : Susanne Neuendorff
- 2017 : My Brother Simple : Julia
- 2017 : Götter in Weiß (téléfilm) : sœur Franziska
- 2017 : Rock My Heart : Sabine Brenner
- 2017 : Willkommen bei den Honeckers (téléfilm) : secrétaire Trommler
- 2017 : Wer weiß denn sowas? (série télévisée)
- 2017 : Hit Mom: Mörderische Weinachten (téléfilm) : Hanni
- 2018 : Endlich Witwer (téléfilm) : Gisela Rückert
- 2010-2019 : Polizeiruf 110 (série télévisée) : Katrin König / lieutenant Arndt (21 épisodes)